# 杜錫鈞
杜 錫鈞（と しゃくきん、1882年 - 1951年8月）は、清末民初の軍人。北京政府では直隷派と目される。後に中華民国臨時政府と南京国民政府（汪兆銘政権）華北政務委員会に参加した。字は鴻賓。

## 事績
初めは湖北新軍に加入する。後に日本への留学を許可され、陸軍士官学校第4期を卒業した。帰国後は、湖北省の新軍第8鎮で管帯、第2協統領を歴任している。
辛亥革命勃発後は革命派に加わり、湖北軍政府軍令部部長、北伐軍第1軍総司令官に任命された。1912年（民国元年）、湖北第4師師長・陸軍中将となった。翌年1月、漢口鎮守使となる。1915年（民国4年）12月、袁世凱の皇帝即位とともに、一等男に封じられた。1920年（民国9年）、漢黄鎮守使に任ぜられる。1926年（民国15年）2月、呉佩孚により湖北省省長に任命されかけたが、反対に遭い、取り止めとなった。杜錫鈞は結局、留守軍司令に任ぜられた。呉が失脚すると、杜も下野し、天津に隠居している。
1939年（民国28年）8月9日、杜錫鈞は中華民国臨時政府に参加し、治安部参事に任命された。1940年（民国29年）3月30日、南京国民政府（汪兆銘政権）に臨時政府が合流し、華北政務委員会に改組される。治安部は治安総署に改組され、5月4日、杜は治安総署参事に重任されている。8月30日、治安総署署長代理・王永泉が死去したため、9月10日、杜が後任の署長代理に昇進した。
1943年（民国32年）3月3日 、呉賛周の後任として河北省長代理に任命される。4月7日に華北河渠建設委員会委員、6月2日に河北省保安隊司令をそれぞれ兼ねた。
同年11月11日、華北政務委員会の改組に伴い、斉燮元の後任として華北政務委員会綏靖総署督弁兼常務委員に昇進している（河北省長と兼任）。1945年（民国34年）2月、河北省長を、3月、綏靖総署督弁をそれぞれ離任し、華北政務委員会常務委員のみをつとめる。
日本敗北後、杜錫鈞は蔣介石の国民政府に逮捕されたものの、まもなく釈放されている。しかし中華人民共和国が成立した頃に再び逮捕され、1951年8月に北京市で処刑された。享年70。